# أمل 1-400
أمل 1-400 (بالفرنسية: AMEL 400-1)‏، هي طائرة بدون طيار صنعها (المركز البحث في التكنولوجيا الصناعية) التابع لوزارة التعليم العالي والبحث العلمي، الجيش الجزائري. طاقم الطائرة (ليسوا على متن الطائرة) وذلك لمهمة تتراوح 12 ساعة، وهي تحتاج إلى طيار أو قائد على الأرض وشخصين للتعاطي مع المعطيات الآتية من أجهزة القياس، يتم التحكم على الطائرة عن طريق محطة أرضية متصلة مع الطائرة عن طريق ذبذبة (HF) طولها 7 مترا وعن طريق الـ (C Band)، والطائرة مزودة بآلات تصوير للرؤية في النهار، ولا يمكن لأجهزة الرادار اكتشافها.

## وصلات خارجية
- المديرية العامة للبحث العلمي والتطوير التكنولوجي
- أربعة طائرات بدون طيار 100% صنع محلي في معرض الجزائر